# Rose Adler
Rose Adler (23 september 1892 – 1969) was een Frans boekbindster, maar ook een meubelontwerpster. In 1917 volgde zij lessen aan de École nationale des arts décoratifs geleid door André Legrand in de rue Beethoven in Parijs. Toen zij de school in 1925 verliet ging zij nog speciale lessen in boekbinden volgen bij Noulhac.
Ontdekt door de couturier en bibliofiel Jacques Doucet (1853-1929) en de boekbinder Pierre Legrain, werkte ze in de eerste plaats voor de bibliotheek van de verzamelaar Doucet. Jacques Doucet kocht drie van Adlers boekbanden op een tentoonstelling van de École gehouden in het Pavillon de Marsan. Op deze manier begon haar relatie met Doucet, die ze zou voortzetten tot haar dood.
Rose Adler exposeerde bij de Salons des artistes décorateurs van 1924 tot 1929. Ze exposeerde ook op International Book Exhibition in het Petit Palais in 1931, de Chareau Cournault Gamla Group in 1934, de International Exhibition of 1937, gevolgd door exposities in San Francisco in 1939, en in New York in 1949. Ook nam zij deel aan de exposities bij de Bibliothèque nationale in 1947 en 1953 en in Lyon in 1949. Werk van haar is te vinden in de New York Public Library, het Musée d'art moderne in Parijs en het Victoria and Albert Museum in Londen.
Zij werkte met alle soorten leer (vooral glad kalfsleer), suede, perkament, kurk, hout en ivoor.
Rose Adler ontwierp ook geometrische meubels. Ze hield van het gebruik van moderne materialen zoals industriële lak (Duco) of galaliet (ruwe caseïne en formaldehyde).
Voor de Unie van moderne kunstenaars , opgericht in 1929, maakt zij een album met lithos van Georges Gimel : Chemin de Croix in 1934. Het werd gekocht door het Vaticaan.

## Werk van haar is aanwezig in
- Koninklijke Bibliotheek van België, Brussel
- Bibliotheca Wittockiana, Brussel
- Bibliothèque littéraire Jacques Doucet, Parijs
- Virginia Museum of Fine Arts
- Sutton Place Foundation
- Spencer Collection, New York Public Library